# Eviota algida
Eviota algida, tên thông thường là upwelling dwarfgoby, là một loài cá biển thuộc chi Eviota trong họ Cá bống trắng. Loài này được mô tả lần đầu tiên vào năm 2014.

## Từ nguyên
Trong tiếng Latinh, từ algida trong danh pháp của E. algida có nghĩa là "mát lạnh", ám chỉ loài cá này được tìm thấy ở những vùng nước trồi sâu thẳm và mát lạnh.

## Phạm vi phân bố và môi trường sống
E. algida có phạm vi phân bố ở Tây Thái Bình Dương. Loài cá này đã được thu thập ở vịnh Gamat, ngoài khơi đảo Nusa Penida (Indonesia), nhưng cũng được nhìn thấy ở vịnh Beangabang (ngoài khơi đảo Pantar). Có thể, phạm vi phân bố của E. algida trải rộng khắp vùng biển giáp Đông Ấn Độ Dương ở các hòn đảo thuộc quần đảo Sunda Nhỏ, nơi có dòng nước trồi chảy qua.
Năm 2015, E. algida được thu thập ở ngoài khơi phía tây nam đảo Verde (tỉnh Batangas, Philippines), và vào năm 2016, loài cá này tiếp tục được phát hiện ở Indonesia từ đảo Sumbawa và đảo Komodo (Indonesia).

## Mô tả
Chiều dài cơ thể tối đa được ghi nhận ở E. algida là gần 1,7 cm. Cơ thể của chúng xám mờ với 6 đốm màu xám sẫm bên dưới lớp da ánh màu đỏ cam, được ngăn cách bởi các vệt màu trắng. Nhiều chấm trắng nhỏ rải rác khắp cơ thể. Đầu có màu đỏ cam, sáng màu hơn phần thân. Vùng gáy có 4 vạch sọc màu trắng xám. Các tia vây có màu đỏ; màng vây trong suốt.
Số gai ở vây lưng: 6 - 7; Số tia vây mềm ở vây lưng: 7 - 8; Số gai ở vây hậu môn: 1; Số tia vây mềm ở vây hậu môn: 7 - 8; Số tia vây mềm ở vây ngực: 16 - 17.